# Gridiron West Women's League 2021-2022
La Gridiron West Women's League 2021 è la 5ª edizione del campionato di football americano di primo livello, organizzato dalla Gridiron West.

## Squadre partecipanti
| Club                  | Città      | Stadio | Sponsor ufficiale | Risultato nella stagione 2020 |
| --------------------- | ---------- | ------ | ----------------- | ----------------------------- |
| Claremont Jets        | Claremont  |        |                   |                               |
| Curtin Saints         | Bentley    |        |                   |                               |
| Hills Valkyries       | Chidlow    |        |                   |                               |
| Perth Broncos         | Noranda    |        |                   |                               |
| Rockingham Vipers     | Rockingham |        |                   |                               |
| Swan City Titans      | Stratton   |        |                   |                               |
| West Coast Wolverines | Craigie    |        |                   |                               |

## Stagione regolare

### Calendario

#### 1ª giornata
| Bentley 16 ottobre 2021, ore 17:00 | Hills Valkyries | 12 – 30 | Curtin Saints | Curtin University Edinburgh Oval |

| Bentley 16 ottobre 2021, ore 17:00 | Rockingham Vipers | 7 – 0 (a tavolino) | Claremont Jets | Curtin University Edinburgh Oval |

| Stratton 16 ottobre 2021, ore 17:00 | Swan City Titans | 0 – 44 | West Coast Wolverines | Farrall Oval |

#### 2ª giornata
| Bentley 23 ottobre 2021, ore 13:00 | Hills Valkyries | 0 – 52 | Perth Broncos | Curtin University Edinburgh Oval |

| Bentley 23 ottobre 2021, ore 19:00 | Curtin Saints | 26 – 40 | West Coast Wolverines | Curtin University Edinburgh Oval |

| Bentley 23 ottobre 2021, ore 19:30 | Swan City Titans | 0 – 22 | Rockingham Vipers | Curtin University Edinburgh Oval |

#### 3ª giornata
| Noranda 30 ottobre 2021, ore 17:00 | Perth Broncos | 42 – 0 | Swan City Titans | Lightning Park |

| Bentley 30 ottobre 2021 | Curtin Saints | 44 – 0 | Claremont Jets | Curtin University Edinburgh Oval |

#### 4ª giornata
| Leederville 6 novembre 2021, ore 17:00 | Rockingham Vipers | 44 – 0 | Curtin Saints | Litis Stadium |

| Noranda 6 novembre 2021, ore 17:00 | Perth Broncos | 30 – 0 | West Coast Wolverines | Lightning Park |

| Chidlow 6 novembre 2021, ore 19:30 | Hills Valkyries | 6 – 0 | Claremont Jets | Chidlow Oval |

#### 5ª giornata
| Noranda 13 novembre 2021, ore 17:00 | Perth Broncos | 46 – 6 | Curtin Saints | Lightning Park |

| Forrestfield 13 novembre 2021, ore 17:00 | Swan City Titans | 8 – 6 | Claremont Jets | John Reid Oval |

| Chidlow 13 novembre 2021, ore 19:00 | Hills Valkyries | 0 – 20 | West Coast Wolverines | Chidlow Oval |

#### 6ª giornata
| Forrestfield 20 novembre 2021, ore 13:00 | Perth Broncos | 8 – 0 | Rockingham Vipers | John Reid Oval |

| Craigie 20 novembre 2021, ore 17:00 | West Coast Wolverines | 42 – 0 | Claremont Jets | Warrandyte Park |

| Forrestfield 20 novembre 2021, ore 19:30 | Swan City Titans | 20 – 0 | Hills Valkyries | John Reid Oval |

### Classifica
La classifica della regular season è la seguente:
- PCT = percentuale di vittorie, G = partite giocate, V = partite vinte,  P = partite perse, PF = punti fatti, PS = punti subiti

| Pos. | Squadra               | PCT   | G | V | N | P | PF  | PS  |
| ---- | --------------------- | ----- | - | - | - | - | --- | --- |
| 1    | Perth Broncos         | 1.000 | 5 | 5 | 0 | 0 | 178 | 6   |
| 2    | West Coast Wolverines | .800  | 5 | 4 | 0 | 1 | 146 | 56  |
| 3    | Rockingham Vipers     | .750  | 4 | 3 | 0 | 1 | 73  | 8   |
| 4    | Curtin Saints         | .400  | 5 | 2 | 0 | 3 | 106 | 142 |
| 5    | Swan City Titans      | .400  | 5 | 2 | 0 | 3 | 28  | 114 |
| 6    | Hills Valkyries       | .200  | 5 | 1 | 0 | 4 | 18  | 122 |
| 7    | Claremont Jets        | .000  | 5 | 0 | 0 | 5 | 6   | 107 |

## Playoff

### Tabellone
|  | Semifinali | Semifinali | Semifinali |  |  | V West Bowl | V West Bowl | V West Bowl |  |
|  |            |            |            |  |  |             |             |             |  |
|  | TBD        |            |            |  |  |             |             |             |  |
|  |            |            |            |  |  |             |             |             |  |
|  | TBD        |            |            |  |  |             |             |             |  |
|  |            | TBD        |            |  |  |             |             |             |  |
|  |            |            |            |  |  |             |             |             |  |
|  |            |            | TBD        |  |  |             |             |             |  |
|  | TBD        |            |            |  |  |             |             |             |  |
|  |            |            |            |  |  |             |             |             |  |
|  | TBD        |            |            |  |  |             |             |             |  |

### Semifinali
| 2022 | TBD | – | TBD |  |

| 2022 | TBD | – | TBD |  |

### V West Bowl
| 2022 | TBD | – | TBD |  |